# パーリオ
パーリオ (Palio) は、イタリアの各コムーネの地区ごとに行われる競技である。パーリオとは、競技に優勝した時の優勝旗が本来の意味である。騾馬による競争がよく知られているが他の動物や船などを使用する場合もある。
イタリア各地で行われるが、シエーナのカンポ広場で年に2回行われるシエーナのパーリオが世界的に有名である。パリオとも。